# Wilhelm Beseler
Wilhelm Hartwig Beseler (2. marts 1806 på Schloss Marienhausen ved Jever – 2. september 1884 i Bonn) var en slesvigsk advokat og politiker og medlem af den provisoriske slesvig-holstenske regering 1848 og det slesvig-holstenske statholderskab 1849-1851. Han var broder til Georg Beseler.
Beseler argumenterede i løbet af 1840'erne for at Slesvig-Holsten som en helhed, med henvisning til Ribebrevet fra 1460, skulle løsrive sig som en uafhængig stat og tilslutte sig det Tyske forbund, som dengang var under dannelse. Beseler blev valgt til den slesvigske stænderforsamling i 1842, hvor han sad frem til oprøret 23. marts 1848, hvorefter han indtrådte i den provosoriske regering, der sad frem til 19. oktober samme år.